# JEP

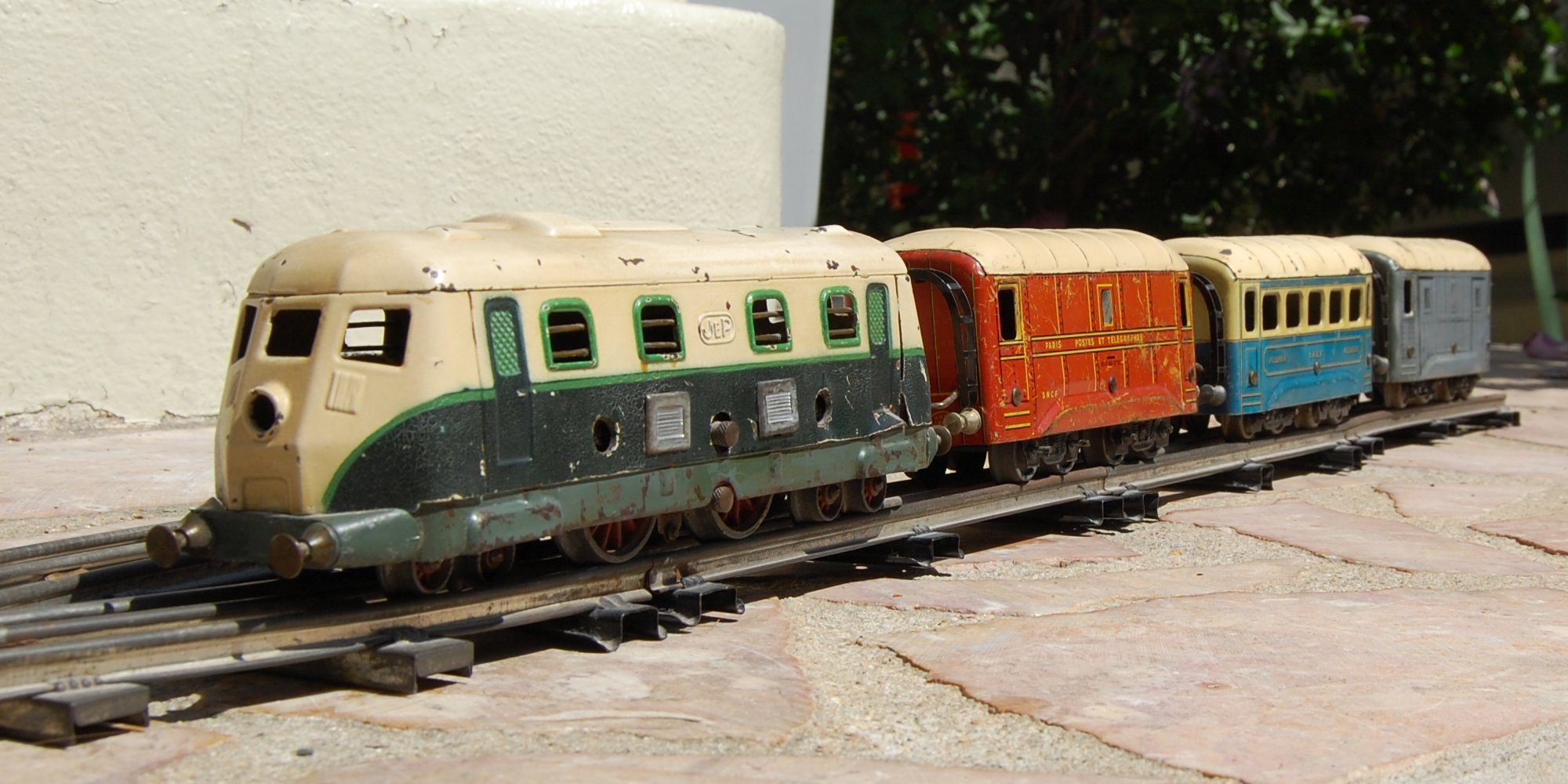
JEP製のOゲージ列車

JEP (ジェップ) はかつてフランスに存在した玩具・模型のブランドである。

## 概要
1920年に登場した「ブリキ工業会社」(SIF、Société Industrielle de Ferblanterie ) の玩具・模型ブランドで、ブリキ製のミニカー、鉄道模型、模型航空機、船舶模型、モデルガン、人形などが展開されていた。会社と工場はパリ東部モントルイユに所在した。『JEP』の名前は1902年に創業した「パリ玩具社」 (Jouet de Paris ) の社名を略したものであった。1968年に会社が倒産した。

## 歴史
1909年に「ブリキ工業会社」が設立され、ブランド名は1920年から使用が開始された。
1925年にOOゲージ鉄道模型の『Train mignon 』を発売し、1949年まで生産された。
1928年から1930年代にかけて、印刷されたブリキ板をプレスして作られた1/18スケールのミニカーが最も多く生産された。
1930年にOゲージ鉄道模型が発売され、1963年まで生産された。
1952年にはZamac合金を使用したHOゲージ鉄道模型の生産が開始された。
1950年代半ばからメカノの「ディンキー」に倣って1/43スケールのミニカーに参入した。
1960年代に入るとJouefなどの他社製品と比べてJEP製品は見劣りするようになり、また原材料の調達が困難になったことから1964年に工場が閉鎖され、1965年に全ての製品が終了した。

## 製品

### ミニカー
1930年代に1/18スケールで、1950年代に1/43スケールで展開されていた。製品はブリキ製で、窓はプレスで抜かれていた。1950年代の製品では、一部プラスチックの部品が使用されていた。動力はゼンマイ式とフリクション式の2種類があった。

### 鉄道模型
Oゲージは交流・直流20ボルトの三線式が採用されていた。発売当時はドイツ製のOゲージ製品に匹敵する出来栄えであった。Oゲージ高級品シリーズとして北部鉄道のフレッシュ・ドール号や、3両連結の高速気動車 (TAR、Train Automoteur Rapide ) と、線路1周分を収めたセットが発売された。他にも駅や、建物、信号機などが発売された。それらのセットは1960年代まではクリスマスシーズンのデパートの玩具売り場での常連であった。
HOゲージは1952年の発売当初は、プラスチック枕木に鉄製レールの線路を使用し、交流20ボルト三線式であった。1953年まではOOゲージ表記であったが、1954年からHOゲージ表記に変更されている。